# Distrito electoral federal 2 de Jalisco
El Distrito electoral federal 2 de Jalisco es uno de los 300 distritos electorales en los que se encuentra dividido el territorio de México para la elección de diputados federales y uno de los veinte en los que se divide el estado de Jalisco. Su cabecera es la ciudad de Lagos de Moreno.
El distrito 2 de Jalisco se encuentra en el noreste del territorio estatal, en la región de los Altos de Jalisco. Desde el proceso de distritación de 2017 lo conforman siete municipios, que son: Encarnación de Díaz, Lagos de Moreno, Ojuelos de Jalisco, San Diego de Alejandría, San Juan de los Lagos, San Julián y Unión de San Antonio.

## Diputados por el distrito
| Diputado                                   | Grupo parlamentario | Legislatura          | Periodo     |
| ------------------------------------------ | ------------------- | -------------------- | ----------- |
| Antonio Molina                             |                     | III                  | 1863 - 1865 |
| Gregorio Dávila                            |                     | IV                   | 1867 - 1868 |
| José María Vigil                           |                     | V                    | 1869 - 1871 |
| Vacante                                    | Vacante             | VI VII VIII IX       | 1871 - 1880 |
| Antonio Gil Ochoa                          |                     | X                    | 1880 - 1882 |
| Mariano Coronado                           |                     | XI                   | 1882 - 1884 |
| Jesús Flores (Suplente)                    |                     | XII                  | 1884 - 1886 |
| Mariano Coronado                           |                     | XIII XIV XV XVI XVII | 1886 - 1896 |
| Prisciliano M. Benítez                     |                     | XVIII XIX XX         | 1896 - 1902 |
| Diódoro Contreras                          |                     | XXI                  | 1902 - 1904 |
| Luis Pérez Verdía                          |                     | XXII                 | 1904 - 1906 |
| Vacante                                    | Vacante             | XXIII                | 1906 - 1908 |
| Antonio Ayala Ríos (Suplente)              |                     | XXIV                 | 1908 - 1910 |
| Salvador Chousal                           |                     | XXV                  | 1910 - 1912 |
| Manuel de la Hoz                           |                     | XXVI                 | 1912 - 1913 |
| Marcelino Dávalos                          |                     | Constituyente        | 1916 - 1917 |
| Justo González                             |                     | XXVII                | 1917 - 1918 |
| Salvador Escudero                          | UL                  | XXVIII               | 1918 - 1920 |
| Federico N. Solórzano                      |                     | XXIX                 | 1920 - 1922 |
| Benigno Palencia                           |                     | XXX                  | 1922 - 1924 |
| José Gómez Cano                            |                     | XXXI                 | 1924 - 1926 |
| Justo González                             |                     | XXXII                | 1926 - 1928 |
| Manuel Hernández y Hernández               | PRJ                 | XXXIII               | 1928 - 1930 |
| David Orozco                               |                     | XXXIV                | 1930 - 1932 |
| Arturo Bouquet                             |                     | XXXV                 | 1932 - 1934 |
| J. Guadalupe Gallo                         |                     | XXXVI                | 1934 - 1937 |
| Guillermo Ponce de León                    |                     | XXXVII               | 1937 - 1940 |
| Catarino Isaac                             |                     | XXXVIII              | 1940 - 1943 |
| Miguel Moreno Padilla                      |                     | XXXIX                | 1943 - 1946 |
| Roberto Soto Máynez                        |                     | XL                   | 1946 - 1949 |
| Manuel Ayala Pérez                         |                     | XLI                  | 1949 - 1952 |
| Ramón Garcilita Partida                    |                     | XLII                 | 1952 - 1955 |
| Aurelio Altamirano González                |                     | XLIII                | 1955 - 1958 |
| María Guadalupe Martínez de Hernández Loza |                     | XLIV                 | 1958 - 1961 |
| Miguel de Alba Arroyo                      |                     | XLV                  | 1961 - 1964 |
| Heliodoro Hernández Loza                   |                     | XLVI                 | 1964 - 1967 |
| Miguel de Alba Arroyo                      |                     | XLVII                | 1967 - 1970 |
| María Guadalupe Martínez de Hernández Loza |                     | XLVIII               | 1970 - 1973 |
| Gilberto Acosta Bernal                     |                     | XLIX                 | 1973 - 1976 |
| Reynaldo Dueñas Villaseñor                 |                     | L                    | 1976 - 1979 |
| Agapito Isaac López                        |                     | LI                   | 1979 - 1982 |
| Ramiro Plascencia Loza                     |                     | LII                  | 1982 - 1985 |
| Justino Delgado Caloca                     |                     | LIII                 | 1985 - 1988 |
| Sergio Alfonso Rueda Montoya               |                     | LIV                  | 1988 - 1991 |
| Francisco Ruiz Guerrero                    |                     | LV                   | 1991 - 1994 |
| Miguel Acosta Ruelas                       |                     | LVI                  | 1994 - 1997 |
| María Antonia Durán López                  |                     | LVII                 | 1997 - 2000 |
| José de Jesús Hurtado Torres               |                     | LVIII                | 2000 - 2003 |
| José Luis Treviño                          |                     | LIX                  | 2003 - 2006 |
| Martha Angélica Romo Jiménez               |                     | LX                   | 2006 - 2009 |
| Olivia Guillén Padilla                     |                     | LXI                  | 2009 - 2012 |
| José Noel Pérez de Alba                    |                     | LXII                 | 2012 - 2015 |
| Evelyn Soraya Flores Carranza              |                     | LXIII                | 2015 - 2018 |
| Martha Romo Cuéllar                        |                     | LXIV LXV             | 2018 - 2024 |
| Tecutli José Guadalupe Gómez Villalobos    |                     | LXVI                 | 2024 -      |